# Жигульов Ілля Костянтинович
Ілля Костянтинович Жигульов (рос. Илья́ Константи́нович Жигулёв, нар. 1 лютого 1996, Чорноморський, Росія) — російський футболіст, центральний півзахисник клубу «Парі НН».

## Ігрова кар'єра

### Клубна
Ілля Жигульов є вихованцем футбольної академії клубу «Краснодар». З 2012 року Ілля виступав за молодіжний та другий склад «Краснодара». У 2017 році футболіст підписав з клубом контракт до кінця 2021 року. На початку 2017 року Жигульов дебютував в основній команді клубу в матчах чемпіонату Росії та Ліги Європи. 
Не маючи постійного місця в основі, Жигульов був відправлений в оренду. Він пограв у складі молдавського клубу «Мілсамі». На початку 2018 року він був відданий в оренду у клуб «Тосно» до кінця сезону, з яким виграв Кубок Росії. Пограв також за «Урал» та «Ротор».
Ще до закінчення контракту з «Краснодаром», влітку 2021 року Жигульов перейшов у польський «Заглемб'є», де провів сезон. Перед початком сезону 2022/23 футболіст повернувся до Росії, де приєднався до клубу РПЛ «Нижній Новгород».

### Збірна
З 2017 по 2018 роки Ілля Жигульов виступав у складі молодіжної збірної Росії.

## Титули
Тосно
 Переможець Кубка Росії: 2017/18